# LaShawn Daniels
LaShawn Ameen Daniels (Newark, 28 de dezembro de 1977 — 4 de setembro de 2019), ou somente LaShawn Daniels, foi um compositor estadunidense integrante da equipe de criação do produtor musical Rodney Jerkins, o Darkchild. Foi também um talentoso produtor vocal, responsável pelos arranjos de grande parte das músicas que compôs, como "It's Not Right But It's Okay", de Whitney Houston e "If You Had My Love", de Jennifer Lopez.
Daniels venceu o Prêmio Grammy de Melhor Canção R&B em 2001 por seu trabalho de composição em "Say My Name", de Destiny's Child, e foi novamente indicado na mesma categoria em 2014 por "Love and War", interpretada por Tamar Braxton.
Daniels morreu em 4 de setembro de 2019, aos 41 anos de idade.